# Marly (Bogotà)
Marly è un quartiere della città di Bogotà, in Colombia, che fa parte del distretto di Chapinero.
Venne fondato nel 1903, quando un grande edificio denominato Casaquinta de Marly  nel distretto di Chapinero fu venduto al dottor Carlos Esguerra; egli trasformò quella grande casa in una clinica, la prima moderna clinica privata della città di Bogotà e del suo territorio. Da allora la zona della clinica cominciò ad essere chiamata così spesso Marly che alla fine il sindaco di Bogotà decise di dare quel nome anche ufficialmente a tutto il quartiere, che entrò così a far parte del secondo distretto di Bogotà.  